# NJPW Rumble on 44th Street
Rumble on 44th Street fue un evento de lucha libre profesional producido por la empresa New Japan Pro-Wrestling (NJPW), que tuvo lugar el 28 de octubre de 2022 desde el Palladium Times Square en la ciudad de Nueva York, Estados Unidos.

## Producción
El evento fue anunciado el 18 de agosto, con la participación de luchadoras de World Wonder Ring Stardom.

## Resultados
En paréntesis se indica el tiempo de cada combate:
- Pre-show: Kylie Rae y Tiara James derrotaron a Cosmic Angels (Mina Shirakawa & Waka Tsukiyama) (12:08).
  - Rae cubrió a Tsukiyama después de un «TKO».
- House of Torture (SHO & Yujiro Takahashi) derrotaron a CHAOS (Rocky Romero & YOH) (7:42).
  - Takahashi cubrió a Romero después de un «Schoolboy».
  - Después de la lucha takahashi y Sho atacaron a Yoh pero fueron detenidos por Lio rush
- Fred Rosser derrotó a Jonathan Gresham y retuvo el Campeonato de Peso Abierto STRONG (14:37).
  - Rosser cubrió a Gresham después de un «Emerald Flowsion».
- The Motor City Machine Guns (Alex Shelley & Chris Sabin) derrotaron a Aussie Open (Kyle Fletcher & Mark Davis) (c) y Kevin Knight & The DKC y ganaron el Campeonato en Parejas de Peso Abierto STRONG (13:42).
  - Sabin cubrió a Knight después de un «Dirty Bomb».
- Homicide, Wheeler Yuta y Shota Umino derrotaron a Team Filthy (Tom Lawlor, Jorel Nelson & Royce Isaacs) (12:15).
  - Umino cubrió a Nelson después de un «Death Rider».
- Minoru Suzuki derrotó a Clark Connors (15:50).
  - Suzuki cubrió a Connors después de un «Gotch Style Piledriver».
- Mayu Iwatani derrotó a KiLynn King y retuvo el Campeonato Mundial de SWA (11:47).
  - Iwatani cubrió a King después de un «Moonsault Press».
- Shingo Takagi derrotó a El Phantasmo en un New York City Street Fight y retuvo el Campeonato KOPW 2022 (20:59).
  - Takagi cubrió a Phantasmo después de un «Takagi Driver '98».
- Bullet Club (Jay White & Juice Robinson) derrotaron a Kazuchika Okada y Eddie Kingston (20:15).
  - White cubrió a Kingston después de un «Bladerunner».